# Флаг городского поселения Дрезна
Флаг городского поселения Дре́зна Орехово-Зуевского муниципального района Московской области Российской Федерации — опознавательно-правовой знак, служащий официальным символом муниципального образования.
Флаг утверждён 4 ноября 1998 года и внесён в Государственный геральдический регистр Российской Федерации с присвоением регистрационного номера 932.
Законом Московской области от 6 декабря 2017 года № 211/2017−ОЗ 10 января 2018 года все муниципальные образования Орехово-Зуевского муниципального района были преобразованы в городской округ Ликино-Дулёво.
Флаг города Дрезна составлен на основе герба по правилам и соответствующим традициям вексиллологии и языком аллегорий и геральдических символов гармонично отражает историю становления города, его основной профиль жизнедеятельности.
Автор флага — Константин Мочёнов, художник — Роберт Маланичев.

## Описание
«Прямоугольное полотнище с отношением ширины к длине 2:3, зелёного цвета с узкой волнообразной зелёной полосой вдоль нижнего края полотнища, над которой узкая белая волнообразная полоса, из которой — возникающая девушка с жёлтым веретеном в правой руке, а левой рукой — держащая жёлтую нить из веретена. Одежда — белая».

## Обоснование символики
Девушка с веретеном, выходящая из реки Дрезна, давшей имя городу, символизирует единство города ткачей с природой, что подтверждает зелёный цвет полотнища. По-старославянски «дрезна» означает «лесная», о чём говорит цвет полотнища.
Образование и рост города связаны с прядильно-ткацкой фабрикой промышленников Зиминых на которую указывает веретено — символ текстильной промышленности.